# 東方紺珠伝 〜 Legacy of Lunatic Kingdom.
『東方紺珠伝 〜 Legacy of Lunatic Kingdom.』（とうほうかんじゅでん レガシー・オブ・ルナティック・キングダム）とは、同人サークル上海アリス幻樂団制作の弾幕系シューティングゲームであり、東方Projectの第15弾にあたる作品である。
本項では、以降は『紺珠伝』と称することとする。その他の本項で使用されている東方Project関連の略称については、東方Project#凡例を参照。

## システム
機体性能の異なる「博麗霊夢」「霧雨魔理沙」「東風谷早苗」「鈴仙・優曇華院・イナバ」の4種類の自機から1つ選択する。敵や敵弾に当たるとミスとなり残機が1つ減った上でその場で復活する。全ての残機を失うとゲームオーバーとなるが、コンティニューすればその場で復活しゲームを続行可能。コンティニューしないで6面（最終面）のボスを倒すとエンディングになる。完全無欠モード（後述）をクリア、またはレガシーモードをコンティニューせずにクリアすれば、全1面のExtraステージが追加される。レガシーモードにおけるミスの有無で、エンディングが変化するが、ZUN曰く「どちらがグッドでどちらがバッドとかそういう事はありません」「両方グッドエンドです」とのこと。
完全無欠モード
今作では従来のルールに当たる「レガシーモード」の他に、一度でもミスしたら即やり直しの「完全無欠モード」が存在する。八意永琳が作った未来を見る薬「紺珠の薬」を利用し、被弾する未来を先に見て、その被弾をしないように進む、という設定のモード。簡潔にいえば被弾すれば即座にそのステージの初めからやり直しという、夢オチに近いものになっている。このモードでは、オートセーブに対応し、途中でゲームを終了してもいつでもチャプターの続きからプレイが可能である。

## あらすじ
ある日妖怪の山に月の民の作った地上探査車が出現し、移動するたびに地上の植物を枯らしていた。
霊夢・魔理沙・早苗・鈴仙の4人は、永琳の依頼を受け、未来を見られる薬『紺珠の薬』を貰い、異変解決に乗り出す。

## 登場人物

### 新規の登場人物
ここでは、『紺珠伝』が初出の登場人物を解説する。
清蘭（せいらん）
月の兎（玉兎）であり、鈴仙とも顔なじみ。
イーグルラヴィという、地上の調査部隊の内、潜入捜査の仕事をしており、危険な割に賃金は低い。曰く、じゃんけんで負けたために現地部隊になったとのこと。
休憩中、仲間のために餅をついていたところに霊夢達と遭遇し、戦闘になる。異変後は地上に残った。
鈴瑚（りんご）
月の兎（玉兎）であり、鈴仙とも顔なじみ。
イーグルラヴィという、地上の調査部隊の内、情報管理の仕事をしている。仕事柄、「現在の自分たちが住んでいると思っている月の都が、実は夢の世界である」ということも知っていたものの、理由まではわからなかった。もしそのことをドレミーに知られたら消されてしまうため、清蘭からイーグルラヴィの本拠地が妖怪の山の湖であることを聞き出した霊夢達を夢の世界の月の都へ繋がる通路へ送り込み、間接的に調査しようと画策。戦闘後は彼女達に通路を明け渡し、自身は地上に残ることに決めた。
実は儚月抄で、月の都に来た霊夢を目撃している。
「団子を食べるほど強くなる程度の能力」を持っているため、常に団子を食べている。ただし、戦闘の役に立つという理由でお咎めなしである。
ドレミー・スイート
夢を食べる獏であり、夢の世界に棲んでいる。
全ての生き物の夢は根底で繋がっており、夢を利用すれば様々な事が可能となる。そのため彼女は、夢を悪用されないように管理している。
稀神サグメに月の民を一時避難させるための月の都を夢の中に再現するよう頼まれる。長い夢は精神を蝕みやすいということもあり自身は乗り気ではなかったが、夢の中に月の都を再現し、そこを行こうとする者を夢の都へと繋いだ。その後霊夢達が現れたため交戦。穢れを嫌う月の民達のもとに霊夢達を行かせる訳には行かない、というのが建前だったが、実際は迷惑な計画を手伝わされたことに対する意趣返しも含んでいた模様。戦闘後は本物の月の都へ送り込んだ。
エクストラステージでも霊夢達に対し警告のための攻撃を仕掛けてくる。

稀神 サグメ（きしん さぐめ）
月の賢者。月の民の中でも重要なポストに就いており、鈴仙がサグメの能力を強く信頼しているほか、永琳のことは地上に堕ちてなお尊敬している。
実は前作に登場した月の都のオカルトボールの製作者だった。純狐らによる月の都の襲撃に対し、賢者達は月の都を凍結させ、住民達を夢の世界へ避難させたが、純狐の策によって夢の世界にある偽の月の都の周りを生命力（純狐の能力で純化されたヘカーティアの配下である妖精達）で満たされた事で完全に封殺されてしまい、純狐も手が出せなくなったが夢の世界に逃げてきた月の民も外に出る事が出来ない膠着状態に陥る。それが長期化する事を危惧した賢者達が、月の都を幻想郷に遷都させる計画を立案。それを実行するためにオカルトボールを作成し、アポロ計画陰謀論を広めることによって月の都を幻想郷に具現化させようとした。しかし自身も月の民もこの遷都を望んでおらず、どうにかならないものかと思案していた所、霊夢達と交戦。戦闘後は彼女らに遷都計画のこと、純狐の侵略についてのことを語ったことで自らの「口に出すと事態を逆転させる程度の能力」により「遷都は失敗し、霊夢達は純狐を打ち倒す」という運命に反転させた。
エクストラストーリーにも登場し、強い力の介入によって月人が夢の世界に拘束されていることを語ったため、「ヘカーティアが手を引き純狐に今回の計画を諦めさせる」運命に反転させている。
早苗との会話で早苗の心を見透かすような発言をしているが、これは早苗の表情からサグメが考えを推測しただけであり「古明地さとり」のような能力ではないとのこと。

クラウンピース
地獄に住む妖精で、ヘカーティアの部下。彼女の友人にあたる純狐のことは「友人様」と呼んでいる。
本来「生命の象徴」たる妖精はそれを嫌う月の民により排除されるため月の都にはほとんど存在できないが、純狐の能力によって自身を含むヘカーティア配下の妖精達の力が純化させられることで生命力の塊(つまり、月の民にとっては毒の塊)となり、月の都を覆うことで大部分を占拠。「もしも月の都から出てくる者があったら、何をしてもかまわない」との命令により、霊夢達と交戦する。

純狐（じゅんこ）
月の女神の嫦娥（じょうが）に強い恨みを持つ神霊。神霊であるにもかかわらず、非常に強い恨みが独立した存在と化して今の純狐になっているため、豊聡耳神子などとは違い、一切の信仰を必要とせずに自身の存在を確立できている、稀有な存在。
今回の異変の黒幕の一人。嫦娥の夫であり、自身の夫でもあった人物に息子を殺されたことがきっかけで、嫦娥に恨みを持つ。その恨みは自身の「純化する程度の能力」により純化され、既に一人歩きしていた。これまでにも何度か月の都を襲撃しては賢者に怒りを静められていた。今回は同じく嫦娥に恨みを持っていたヘカーティアと共闘。ヘカーティアの配下である妖精たちを自身の能力で純化させて生命力の塊とさせて月の都を襲撃させ、その間に嫦娥を討つという算段であった。
しかしその計画は事前に月の賢者達に見破られ、月の民を夢の世界に避難させて都を凍結させたことにより手が出せなくなるが、月の民がどこか（=夢の世界）に逃げ込むことを読んでいた純狐は、月の民が逃げた先にヘカーティアを送り込み、彼女の配下である妖精たちを自身の能力で純化させて夢の世界にある偽の月の都の周りを包囲させたが、双方共に手が出せず半年間膠着状態に陥った末、永琳によって霊夢達を送り込まれた結果、今回の月の都の襲撃を失敗したと悟る。それでもなお「持て成すのが礼儀」として彼女達と交戦する。後に夢の世界に刺客としておくりこんだヘカーティアに呼び出され、二人で霊夢達と再戦するも敗北。その後はしばらく月の都の襲撃は行わないことを誓う。

ヘカーティア・ラピスラズリ
月、地球、異界それぞれの地獄を司る神。三つの世界それぞれに身体を持ち、それぞれを行き来できる。クラウンピースの主であり、彼女からは「ご主人様」と呼ばれている。
純狐と同じく今回の異変の黒幕であり、嫦娥の夫が地獄の闇を深める太陽を撃ち落としたため、嫦娥に恨みを持つ。それにより純狐と利害が一致し、月の都の襲撃を決行。純狐の策によって夢の世界に逃げてきた月の民を、夢の世界にある偽の月の都の周りを生命力で満たす事で完全に封殺することに成功。だが純狐が敗北を認めたため自らも計画を半ば諦め、最後にそれならばと純狐と共に霊夢達と交戦するも、敗北。その後は幻想郷で面白そうな奴を探しまわっている。

### 既存の登場人物
ここでは、『紺珠伝』が初出ではない登場人物を解説する。
博麗霊夢
博麗神社の巫女。妖怪の山に現れた地上探査機について早苗から相談を受け、調査に向かう。
霧雨魔理沙
魔法使い。月の都のパワーストーンを手に入れ、それが都市伝説を具現化させていたと気付いたところに鈴仙が現れたため、紺珠の薬をもらって調査に向かう。
東風谷早苗
守矢神社の風祝。妖怪の山にキュリオシティそっくりの蜘蛛のようなもの（地上探査機）がいることに気付く。
鈴仙・優曇華院・イナバ
永遠亭に住む月の兎（玉兎）。永琳から紺珠の薬を人間に届けるよう依頼されるが、人間に任せておけないと考え自身も調査に向かう。
八意永琳
月出身の賢者。純狐の計画を阻止するため、紺珠の薬を人間たちに渡す。
一部のエンディングには八雲紫、因幡てゐ、蓬莱山輝夜、八坂神奈子、洩矢諏訪子が登場する。

## 用語
紺珠の薬
八意永琳が作った薬。完全無欠モードで自機キャラクターが服用する。”失敗する未来”を見通せる事により”成功するまでやり直せる”という効果を持つ。しかしそれと同時に自分自身の「穢れ」がなくなり、穢れだらけの地上に住めなくなるという重大な副作用がある。

## ステージ
| ステージ              | タイトル               | 場所           | 中ボス             | ボス                       |
| --------------------- | ---------------------- | -------------- | ------------------ | -------------------------- |
| STAGE 1               | 浄土の探査機           | 妖怪の山麓     | 清蘭               | 清蘭                       |
| STAGE 2               | 湖上の前線基地         | 妖怪の山の湖   | 鈴瑚               | 鈴瑚                       |
| STAGE 3               | アポロ経絡             | 秘密の連絡通路 | ドレミー・スイート | ドレミー・スイート         |
| STAGE 4               | 寂びの来ない街         | 月の都         | 稀神サグメ         | 稀神サグメ                 |
| STAGE 5               | 星条旗のピエロ         | 静かの海       | （なし）           | クラウンピース             |
| STAGE 6               | 倶に天を戴かずとも     | 静かの海（裏） | （なし）           | 純狐                       |
| EXTRA STAGE (STAGE 7) | 切り札はいつだって悪手 | 夢の世界       | ドレミー・スイート | ヘカーティア・ラピスラズリ |

## 曲目リスト
1. 宇宙巫女現る - タイトル画面
2. 忘れがたき、よすがの緑 - 1面のテーマ
3. 兎は舞い降りた - 1面ボス 清蘭のテーマ
4. 湖は浄めの月光を映して - 2面のテーマ
5. 九月のパンプキン - 2面ボス 鈴瑚のテーマ
6. 宇宙を飛ぶ不思議な巫女 - 3面のテーマ
7. 永遠の春夢 - 3面ボス ドレミー・スイートのテーマ
8. 凍り付いた永遠の都 - 4面のテーマ
9. 逆転するホイールオブフォーチュン - 4面ボス 稀神サグメのテーマ
10. 遥か38万キロのボヤージュ - 5面のテーマ
11. 星条旗のピエロ - 5面ボス クラウンピースのテーマ
12. 故郷の星が映る海 - 6面のテーマ
13. ピュアヒューリーズ～心の在処 - 6面ボス 純狐のテーマ
14. 見た事も無い悪夢の世界 - Extraステージ（7面）のテーマ
15. パンデモニックプラネット - Extraステージ（7面）ボス ヘカーティア・ラピスラズリのテーマ
16. 神社から見える月 - エンディング
17. 宇宙巫女帰還する - スタッフロール

## 開発

### セッティング
本作のメインの舞台となる月の都は中国をモチーフとしており、ZUNは月の都と対立関係にあるのはアメリカだと考え、異変の黒幕側のキャラクターであるクラウンピースのデザインに星条旗と自由の女神をモチーフとして取り入れた。